# Izvéstkovi zavod
Izvéstkovi zavod (en rus: Известковый Завод) és un poble (un possiólok) de l'óblast de Saràtov, a Rússia, segons el cens del 2010 tenia 58 habitants. Pertany al districte municipal d'Ozinki.